# Hemiheterorrhina dispar
Hemiheterorrhina dispar är en skalbaggsart som beskrevs av Gilbert John Arrow 1907. Hemiheterorrhina dispar ingår i släktet Hemiheterorrhina och familjen Cetoniidae. Inga underarter finns listade i Catalogue of Life.